# Lake Camp
Der Lake Camp ist ein See im Ashburton District der Region Canterbury auf der Südinsel von Neuseeland.

## Namensherkunft
1953 wurde der See zunächst offiziell Lake Howard genannt, da man annahm, dass dies sein ursprünglicher Name war. Der Name wurde allerdings nie verwendet. Im April 1957 bekam er von T. H. Potts den Namen Lake Camp verliehen, als er mit einer Gruppe von Leuten den oberen Rakaia River und den oberen Ashburton River/Hakatere erkundete.

## Geographie
Der auf einer Höhe von 680 m liegende Lake Camp befindet sich rund 300 m südlich des Lake Clearwater und an seinem westlichen Ende direkt angrenzend an den kleinen Ort Lake Clearwater. Die Harper Range, eine bis zu 1829 m hohe Gebirgskette, ist rund 4 km südlich zu finden. Der See besitzt eine Flächenausdehnung von 49,9 Hektar und einen Seeumfang von rund 3,63 km. Er erstreckt sich über eine Länge von rund 1,32 km in Westnordwest-Ostsüdost-Richtung und misst an seiner breitesten Stelle rund 540 m in Südsüdwest-Nordnordost-Richtung. Seine maximale Tiefe ist 13 m.
Gespeist wird der See durch einige von Westen und Süden zulaufenden kleinen Bächen. Entwässert wird der Lake Camp hingegen an seinem östlichen Ende über einen unbenannten Bach in Richtung Lake Roundabout.

## Nutzung
Der See ist ein bekanntes Gewässer zur Erholung und wird zum Motorboot fahren und Wasserski genutzt.